# Ganz Transelektro Közlekedési Zrt.
Ganz Transelektro Közlekedési Zrt. közlekedési berendezéseket készítő gépgyártó vállalat. Székhelye Budapesten található, gyártó telephelye Baján működik.

## Története
A Ganz nevet viselő gyárak története 1844-ig nyúlik vissza, amikor Ganz Ábrahám megalapította hét munkást foglalkoztató első önálló gyárát. Újításai révén hamarosan európai hírnévre tett szert: a gyár nevéhez fűződik az első kéregöntésű vasúti kerék előállítása.

### A Ganz Transelektro Közlekedési Rt. röviden
- 1859-ben került az üzembe Mechwart András. Az ő vezetése alatt vált az 1870-es években nemzetközi mértékben is jelentőssé a Ganz gyár, elsősorban sikeres gyártmányok, találmányok bevezetése révén. (Wegmann-Mechwart-féle hengerszék, vízturbinák).
- Az 1878-ban alapított elektrotechnikai osztály kiváló mérnökei, Zipernowsky Károly, Déri Miksa és Bláthy Ottó Titusz fejlesztő munkájának eredménye volt 1884-ben a háromfázisú transzformátor.
- Legnagyobb kiterjedésekor a Ganz és Társa Villamossági, Gép-, Waggon és Hajógyár Rt. elnevezésű vállalatcsoport termékei átfogták a nehézgépgyártás valamennyi területét (vasúti járművek, hajók, erőművi berendezések, villamos energiaátviteli rendszer (generátorok, transzformátorok, kapcsoló-berendezések, stb.) villamos forgógépek). Meghatározó szerepet játszottak a gyár termékei nem csak Magyarországon, hanem a környező országokban is. (A vállalat gyártotta többek között a Szent István csatahajó gépészeti berendezéseit is.)
- A Ganz gyár első villamos járműve az 1892-ben gyártott 6 LE teljesítményű egyenáramú bányamozdony volt. Kandó Kálmán kezdeményezte a háromfázisú aszinkronmotor alkalmazását vontatási célokra. Az első aszinkronmotoros jármű az Evian-les-Bain-ba 1898-ban szállított 2 db közúti villamos (37 LE, lánchajtás) volt.
- Az észak-olaszországi Valtellina vasútvonal 1902-ben befejezett villamosítása hozta meg a nagyvasúti vontatás területén a Ganz gyárnak a világhírt. A vonal üzembevétele a Kandó Kálmán tervei alapján gyártott háromfázisú aszinkron motorokkal hajtott mozdonyokkal és motorkocsikkal történt.
- A magyarországi városok közúti villamosainak a berendezését szinte kizárólag a Ganz gyár szállította 1893-tól kezdődően. Kiemelhető a budapesti helyiérdekű vasút, a Tátra-vasút és az Arad-Hegyalja helyiérdekű vasút berendezése az alkalmazott erősáramú berendezések és vontatómotorok kialakítása tekintetében.
- A két világháború között szállított a Ganz gyár 2 db 4000 LE teljesítményű, egyenáramú mozdonyt a Paris-Orleans vasút részére, egyenként 1000 LE névleges teljesítményű (kompenzált ill. kompenzálatlan) egyenáramú motorokkal felszerelve.
- Az 1932-ben villamosított Budapest-Hegyeshalom vasútvonal üzeme új korszakot nyitott az ipari frekvenciájú nagyvasúti villamos vontatás területén. Az itt alkalmazott összesen 32 db rudazatos hajtású, fázisváltós, háromfázisú aszinkron motoros mozdonytípus továbbfejlesztését jelentette a II. világháború során megsemmisült 2 db 4000 LE teljesítményű, majd az 1950-es években a MÁV részére átadott 3200 LE teljesítményű, összesen 12 mozdony.
- Saját szabályozási rendszerét alkalmazta a gyár 1928-tól kezdődően Diesel-villamos erőátvitelű mozdonyaiban és motorkocsijaiban. A 600 LE-s tolatómozdony több mint 1000 példánya öregbítette szerte a világon a gyár nevét.
- Az egyfázisú 25 kV 50 Hz feszültséggel villamosított nagyvasúti hálózat kibővülése indokolta Magyarországon a Ward-Leonard rendszerű, 1400-1600 LE teljesítményű univerzális mozdonyok (összesen 76 db) kifejlesztését, ezt követte 1965 után a 3000 LE teljesítményű egyenirányítós mozdony licenc alapján történő gyártása (összesen 376 db).
- A gyár 1976-ban alkalmazott először vezérelt félvezetőket (tirisztorokat) a nagyvasúti járművek villamos berendezéseiben (motorvonatok, 5000 LE teljesítményű mozdonyok).
- 1984-ben készült el az első egyenáramú szaggatós trolibusz, ezt követte 1987-ben az egyenáramú szaggatóval szerelt hatrészes metrószerelvény.
- A MÁV vonalain 1988-1990 között állt forgalomban a 19 db négyrészes, aszinkronmotoros, áraminverteres motorvonat (2 x 760 kW). 1998 óta szállít a gyár IGBT szaggatós villamosberendezést közúti villamosok felújításához (Riga, Budapest), az első aszinkronmotoros IGBT-feszültséginverteres villamos berendezéssel ellátott trolibusz átadásának éve 2001.
- Az 1980-as évek végére felerősödő kedvezőtlen gazdasági körülmények arra késztették a Ganz Villamossági Művek vezetését, hogy az Ipari Minisztériummal egyetértve külföldi tőke bevonásával tárgyalásokat kezdeményezzen részvénytársaság alapításáról. 1991. január 1-jén megalakult a Ganz Ansaldo Villamossági Rt. 51%-os olasz részesedéssel, amely 1998-ig 99,99%-ra nőtt.
- 1999-ben az olasz kormány - többek között - az Európai Unió nyomására megkezdte az állami ipari szektor privatizációját. Ennek keretében eladták a Ganz gyárat is. 2000. április 17-én írták alá az Ansaldo és a magyar Transelektro csoport képviselői a tulajdonosváltást rögzítő szerződést. 2000. augusztus 30-án megtörtént a cégbírósági bejegyzés Ganz Transelektro Villamossági Rt. néven. 2000. Decemberében döntés született a Jármű Divízió leválasztásáról, az így létrejött Ganz Transelektro Közlekedési Kft-t 2001. január 11-én jegyezte be a cégbíróság. Az új vállalat 2001. szeptember 11-én részvénytársasággá alakult.

1994-től ISO 9001 minősítéssel rendelkezik.
A Ganz 1998 óta szállított IGBT szaggatós villamos berendezést közúti villamosok felújításához (Riga, Budapest), mellyel 2001-ben elnyerte a Magyar Szabadalmi Hivatal Innovációs Díját. 2001-ben átadásra került az első aszinkronmotoros, IGBT-feszültséginverterrel ellátott trolibusz, mely Industria 2001 Nagydíjat nyert.
A részvénytársasággal szemben 2006. júniusában felszámolási eljárás indult. A társaság felszámolója nyilvános árverés keretében 2007. júliusában értékesítette a GTK készülékgyártó (vasúti járművek, biztosítóberendezések) üzletágát, az új tulajdonos a Resonator Kft. lett, aki 2007-ben megalapította a GTKB Ganz Transelektro Közlekedési Berendezéseket Gyártó Kft. -t bajai telephellyel.

## Termékei
- vasúti és városi, villanyárammal hajtott járművek,
- villamos mozdonyok,
- dízel–villamos mozdonyok,
- villamos motorvonatok,
- dízel–villamos motorvonatok,
- metrószerelvények,
- villamosok,
- trolibuszok
- hajtás-, vezérlő- és segédüzemi rendszerek és vasúti biztosító-berendezések, automatika rendszerek, valamint ipari elektronika rendszerek,
- erőművi gerjesztők és indítók,
- ipari hajtások tervezése, gyártása, integrálása, szerelése, hatósági vizsgáztatása és szervizelése.

## Főbb munkák

### Járművek
- MAZ

A Ganz Transelektro Közlekedési Rt. és a Minszki Autógyár (MAZ) 2003-ban fejlesztési szerződést kötött 12 méteres, 100%-ban alacsony padlós, korszerű hajtású trolibusz prototípusának előállítására. A járműhöz a hajtott hátsó portálhidat a Rába Futómű Kft. készíti.
- Róma

A Ganz Transelektro Közlekedési Rt. 2002 nyarán elnyerte a Róma város közlekedési társasága által akkumulátoros önjárású csuklós trolibuszokra kiírt tendert. A megkötött szerződés alapján a GTK Rt. 2003 második félévében 30 darab 18 méteres csuklós trolibuszt szállított az ATAC részére. A trolibusz karosszériáját a lengyel SolarisBus cég gyártotta. A felsővezeték kiépítésére illetve a járművek totálszervizére vonatkozó munkálatokat nagymúltú olasz cégek nyerték el, melyekkel a GTK Rt közös konzorcióban indult a tenderen. A városkép védelme érdekében a belvárosi szakaszon nem építették ki a felsővezetéket, ezért a trolibusznak önjáró üzemmódban kellett teljesítenie ezt a távot. További feltétel volt a nulla káros anyag kibocsátás biztosítása, ami akkumulátoros üzemmel valósítható meg a leghatékonyabban. Bővebben: Solaris (busz)
- Landskrona

A Ganz Transelektro Közlekedési Rt. 2002-ben elnyerte a Landskrona város közlekedési társasága által önjárásra is képes trolibuszokra kiírt tendert. A megkötött szerződés alapján a GTK Rt. 2003 második félévében 3 darab 12 méteres trolibuszt szállít a svéd város részére. A trolibusz karosszériáját a lengyel SolarisBus cég gyártja. A depót a trolibusz útvonalával összekötő 800 m-es szakaszon nem építik ki a felsővezetéket, ezért a trolibusznak önjáró üzemmódban kell teljesítenie ezt a távot. A károsanyag kibocsátás elkerülése érdekében az önjárás akkumulátoros üzemmel valósul meg.
- Trolibusz a tallinni (Észtország) közlekedési társaság számára (2002)

A Ganz Transelektro Közlekedési Rt. 2002-ben korszerű, alacsony padlós trolibuszok szállítására kapott megrendelést a Tallinni Villamos és Trolibusz Társaságtól. A járművek villamos berendezésének gyártását a Ganz Transelektro Közlekedési Rt., a járműszerkezetét a lengyel Solaris cég vállalta.
- BKV T5C5 villamos felújítás

2002 februárjában a BKV Rt pályázatot írt ki 80 db, a CKD TRAKCE által 1980-84 között gyártott Tatra T5C5 típusú villamos hajtásrendszerének modernizálására. A tendert a Ganz Transelektro Közlekedési Rt. nyerte. A járműszerkezet felújítását, a megmaradógépészeti és elektromos egységek felújítását a BKV Vasúti Járműjavító Szolgáltató Kft. vállalta. A szerelést a két cég kooperációban végezte. A hajtásrendszer felújításának lényege az, hogy az eredeti járművek kontaktoros vezérlését IGBT-s szaggatóval kellett helyettesíteni.
- Tatra T3 villamosok modernizálása

A Ganz Transelektro Közlekedési Rt egyik fő tevékenysége hagyományos vezérlésű villamosok modernizálása volt. Mintegy öt év alatt több, mint 300 db villamost korszerűsített Európa különböző városaiban. A korszerűsítés keretében a hagyományos hajtásrendszerek helyébe IGBT-s egyenáramú szaggatót és mikroprocesszoros vezérlést építettek be. Az üzemeltetési körülményektől függően a két forgóváz motorjait egy közös, vagy két független szaggató táplálja. A villamosok modernizálása helyi partnerekkel történő együttműködés keretében a járművek mechanikai rekonstrukciójával egyidejűleg valósult meg.
- Csuklós trolibusz a rigai (Lettország) közlekedési társaság számára (2001)

Ganz Solaris T18 típusú trolibusz - A Ganz Transelektro Közlekedési Rt. 2001-ben korszerű, alacsony padlós trolibuszokat szállított a Rigai Villamos és Trolibusz Vállalat számára. A járművek villamos berendezését a Ganz Transelektro Közlekedési Rt., a járműszerkezetet a lengyel Solaris cég gyártotta.
- Korszerűsített négytengelyes villamos a Rigai Villamos és Trolibusz Üzem (Lettország) számára (1999-2002)

1998. februárban a Ganz Transelektro Közlekedési Rt. jogelődjeként a Ganz Ansaldo - mint a nemzetközi tender nyertese - szerződést írt alá a Rigai Városi Önkormányzattal (Lettország) 66 db használt T3 típusú Tátra villamos hajtásrendszerének modernizálására. A projektet világbanki hitelkeretből finanszírozták. A járművek mechanikus átalakítását, a megmaradó gépészeti és elektromos egységek főjavítását és a szerelést a Rigai Villamos és Trolibusz Üzem vállalta. A hajtásrendszer felújításának lényege, hogy az eredeti járművek úgynevezett "gyorsítóját" félvezetős szaggatóval kellett helyettesíteni. 1999-ben további 48 db, 2000-ben további 52 db villamos változatlan kivitelű modernizálására jött létre szerződés.
- Trolibusz a tallinni (Észtország) közlekedési társaság számára (1999)

GA 412 IK TÍPUSÚ TROLIBUSZ - A Ganz Transelektro Közlekedési Rt. jogelődje (Ganz Ansaldo Villamossági Rt.) egy 1998-ban kötött szerződés alapján alacsony padlós trolibuszokat szállított a Tallinni Villamos és Trolibusz Társaság számára. A járművek villamos berendezését a Ganz Ansaldo Villamossági Rt., járműszerkezeti részt az Ikarus Rt. gyártotta.
- Korszerűsített nyolctengelyes, csuklós villamos a Miskolc Városi Közlekedési Rt. számára (1998)

A Miskolc Városi Közlekedési Részvénytársaság 1996-ban használt KT8 D5 típusú 8 tengelyes csuklós villamosokat vásárolt a csehországi Most közlekedési vállalatától. A járművek felújítására, korszerűsítésére kiírt pályázatot a Ganz Transelektro Közlekedési Rt. jogelődje, a Ganz Ansaldo nyerte el. Az eredeti villamos minden tengelye hajtott volt. A forgóvázak 2-2 motorját 1-1 tirisztoros szaggató (összesen 4) táplálta. Féküzemben a két-két motorra egy-egy fékellenállás kapcsolódott.
- Hattengelyes, középmagas padlószintű, csuklós villamos a Debreceni Közlekedési Vállalat számára (1994)

A Ganz Transelektro Közlekedési Rt. jogelődje (Ganz Ansaldo Villamossági Rt.) és a Ganz Hunslet Rt. közös gyártmánya a KCSV6 típusú középmagas padlószintű közúti csuklós villamos, amely a Debreceni Közlekedési Vállalat (DKV) számára készült.
- Négytengelyes villamos az alexandriai (Egyiptom) közlekedési társaságnak (1986)

IKERVILLAMOS - Az alexandriai közlekedési társaság számára készült villamos elektromos berendezését a Ganz Transelektro Közlekedési Rt. jogelődje, a Ganz Villamossági Művek, kocsiszekrényét pedig a Ganz Vasúti Járműgyár szállította. A forgóvázakat a Duewag cég gyártotta.

### Teljesítményelektronika
- Nagyteljesítményű szabályozott villamos hajtások

Teljesítmény: 0,1-20 MW Jellemző technológiák: hengerlés, csévélés, extrudálás, őrlés, szellőztetés, szivattyúzás, stb.
- Statikus frekvenciaváltó gázturbinás és tárolós vízerőművi blokkok, szinkron kompenzátorok indítására, illetve fékezésére

Teljesítmény: 1,5-20 MW Korszerű, multiprocesszoros irányítás, helyi és távdiagnosztika.
- Automatikus feszültségszabályozó gerjesztőgépes szinkrongenerátorokhoz

Feszültség, meddő teljesítmény és teljesítmény tényező (cosfi) szabályozás
- Statikus gerjesztő rendszer szinkrongenerátorokhoz és motorokhoz

Határ adatok: Feszültség: 1500 V, Termikus áram: 4000 A
- Jármű vezérlő elektronika

- Vasúti alkalmazások: mozdonyok, motorvonatok és személykocsik irányítása;
- Városi villamos járművek: villamos, trolibusz és metró szerelvények irányítása.
- ajtóvezérlés, világításvezérlés, fűtés és szellőzés vezérlés, távműködtetés, stb.
- elpörgés- és csúszásvédelem, alapjel képzés, fékek működtetése, stb.
- menetregisztrálás, jármű- és öndiagnosztika, energiafogyasztás mérés.
- moduláris mikroszámítógép rendszer, beépített diagnosztikai eszközök.

- Nagyteljesítményű IGBT-s egyenáramú szaggatók

IGBT-s egyenáramú szaggató készülékek, 100 - 500 kW;
- Nagyteljesítményű IGBT-s inverterek

háromfázisú IGBT-s inverterek, 100-1000 kW, zárlat- és túlterhelés biztos IGBT-s megoldások.
- Jármű segédüzemi energia átalakítók (inverterek, akkumulátortöltők)

lágyindítás, állandó nyomaték biztosítása inverter esetén
- Ipari irányítástechnika - SCADA alkalmazások

Többszintű hálózati struktúra (LAN, WAN, ipari buszok)
- Helyi vezérlő szekrények (LCC) gáz szigetelésű megszakító, szakaszoló, földelő kapcsoló (rendszerek) részére

Jelfogadás, retesz feltételek megvalósítása

### Egyebek
- Különféle vasúti kábelosztók

Feladatuk a biztosítóberendezéseknél alkalmazott egységek biztonságos összekötése, csatlakozhatósága és kábel elosztása a szükségleteknek megfelelően.
- Csúcssín végállás ellenőrző készülék

A csúcssínek végállását ellenőrzi és a következő állapotokat vizsgálja.
- változások az elálló sín és a tősín közötti távolságban.
- károsodás ill. törés a csúcs sínrögzítő berendezésben
- az elálló csúcssínek állapotváltozása

- Elektrohidraulikus váltóhajtómű

Feladata a váltók csúcssíneinek mozgatása és ezek záródásának ellenőrzése. A meghajtó motor nyomatékát egy zárt hidraulika rendszer alakítja át egyenes vonalú mozgássá. A dörzskapcsolat hiánya miatt a mechanikusan mozgatott alkatrészek száma alacsony.
- Nagy üzembiztonságú mágneskapcsoló

A vasútbiztosító berendezéseken kívül a nagy üzembiztonságot igénylő ipari automatikák területén is alkalmazzák a megbízható hagyományos nagy üzembiztonságú mágneskapcsolókat (XJ ) ill. nagy üzembiztonságú INTEGRA rendszerű (TM) jelfogókat - Domino (biztosítóberendezés). Egyenáramú gerjesztésűek, de egyenirányítóval kombinálva váltakozó áramú működésre is alkalmasak. Rendkívül változatos kialakításúak; támasztó és tapadós jelfogóként memória jellegű kapcsolásoknál, kettős áramkörű jelfogók logikai ÉS, háromtekercsű jelfogók logikai VAGY kapcsolás kialakítására is alkalmasak.
- Elektromechanikus váltóhajtómű

Feladata a váltók csúcssíneinek mozgatása és ezek záródásának ellenőrzése. A hajtóműben a villamos motor forgását egy fogaskerék-pár viszi át egy végtelen csavar közvetítésével a csavarkerékre, ami egy dörzskapcsolaton át adja a nyomatékot a csúcssíneket mozgató fogaslécre.
- Villamos és nagyvasúti áramszedők

A felső vezetékről táplált villamos járművek (villamos mozdonyok, villamosok, trolibuszok) ellátását biztosítják az áramszedők. Ezek a kívánalmaknak megfelelően lehetnek ollós- félkarú- ill. rúdáramszedők.
- Vasúti fényjelző optika

A fényjelzők lámpafejeiben Fresnel - típusú optikai rendszer van elhelyezve, amely színtelen előtét lencséből és színes belső lencséből áll. Színük: vörös, zöld, sárga, kék, hold fehér, színtelen. Szórási szögük: 8fok-os, 20fok-os, 30fok-os lehet.
A színértékek szigorú diagram koordinátáinak megfelelőek.
- Vasúti jármű fűtési csatlás

Vasúti járművek villamos fűtés biztosítását, fűtési kapcsolatát az UIC 552 előírás szerinti fűtési kapcsolatot tesz lehetővé.
- Ellenállások

A gyár profiljába tartoztak a villamos iparban, ipari üzemekben, energia ellátó-, termelő-, elosztó egységekben; közúti- és vasúti járművekben a legszélesebb felhasználási területeken alkalmazott egyedi jellegű ellenállások a műszaki adatokban megadott határok között.
- Villamos sínfék

Sínfékek feladata közúti villamosoknál, hogy gerjesztve a sínpárra tapadnak és ezzel szolgálják a fékerőt, így a kocsi futását rövid úton lefékezik.
- Trolibusz áramszedő gyorslehúzó

Rúdáramszedők védelmét szolgáló készülék, amely a felsővezetéket elhagyó áramszedőt biztonságos mélységig lerántja ezzel megakadályozva az áramszedő, felsővezeték és szerelvényei sérülését.